# Minuartia rumelica
Minuartia rumelica är en nejlikväxtart som beskrevs av Panov. Minuartia rumelica ingår i släktet nörlar, och familjen nejlikväxter. Inga underarter finns listade i Catalogue of Life.